# Giovanni Spano
Giovanni Spano (Ploaghe, Provincia de Sácer, Cerdeña, 8 de marzo de 1803 - Cagliari, 3 de abril de 1882) fue un sacerdote y lingüista sardo, considerado uno de los fundadores de la búsqueda arqueológica en Cerdeña.
En 1825 se graduó en Teología en Sácer, fue ordenado en 1830 y en 1854 llegaría a dirigir el Ateneo de Cagliari. Escribió Ortografia sarda nazionale, ossia grammatica della lingua loguderese paragonata all'italiana (1840), primer intento de buscar una ortografía unificada de la lengua sarda. El libro divide la lengua en cuatro dialectos y propone la unificación basada en el dialecto logudorés. También escribió Vocabolario sardo-italiano e italiano-sardo (1851-1852). 
También escribió Bollettino Archeologico Sardo (1855-1861) en cuatro volúmenes, Guida di Cagliari e dei suoi dintorni (1856), Guida del Duomo di Cagliari (1856), Storia e descrizione dell'Anfiteatro Romano di Cagliari (1868). En 1871 fue nombrado senador del reino de Italia y catedrático en Turín.

## Obra

### Divulgación
- Guida di Cagliari e dei suoi dintorni (1856)
- Guida del Duomo di Cagliari (1856)
- Note, aggiunte e emendamenti all’Itinerario dell’isola di Sardegna di Alberto della Marmora (1865)
- Storia e descrizione dell'Anfiteatro Romano di Cagliari (1868)
- Abbecedario storico degli uomini illustri sardi scoperti ultimamente nelle pergamene, codici ed in altri monumenti antichi : con appendice Dell'Itinerario antico della Sardegna (1869)
- Acque termali di San Saturnino presso Benetutti (1870)
- Storia degli ebrei in Sardegna (1875)
- Alberto della Marmora, la sua vita e i suoi lavori in Sardegna e la medaglia fatta coniare dal municipio di Cagliari (1875)

### Lengua sarda
- Ortografia sarda e nazionale, ossia grammatica della lingua loguderese paragonata all'italiana (1840)
- Vocabolario sardo-italiano e italiano-sardo (1851-52)
- Vocabolario sardo geografico, patronimico e etimologico (1872)

### Arqueología
- L’antica città di Tharros (1851)
- Bullettino archeologico sardo ossia raccolta dei monumenti antichi in ogni genere di tutta l'isola di Sardegna (1855-1861)
- I nuraghi di Sardegna (1867)